# Чантри, Френсис Легат
Френсис Легат Чантри (англ. Francis Leggatt Chantrey; 7 апреля 1781[…], Шеффилд — 25 ноября 1841[…], Лондон) — британский скульптор георгианской эры, согласно «Завещанию Чантри» (Chantrey Bequest), или «Фонду Чантри» (Chantrey Fund), оставивший своё имущество для развития художественного достояния нации.

## Жизнь
Чантри родился в Нортоне, рядом с Шеффилдом (когда тот был частью Дербишира), где у его отца, плотника, была маленькая ферма. Его отец умер, когда Чантри было 12; его мать вышла замуж вновь, оставив сына без чётко определённой профессии. В 15 , когда он работал на бакалейщика в Шеффилде, он увидел образцы резьбы по дереву, и попросился в обучение к плотник, после его был помещён к мистеру Рамсею (Mr Ramsay), резчику и позолотчику. Качество его работ было замечено Джоном Рафаэлем Смитом, выдающимся художником и гравёром, который дал ему уроки живописи. В 1802 году Чантри сам заплатил 50 фунтов стерлингов, чтобы выкупить себя из ученичества у Рамсея (которому он служил всего 6 месяцев) и основал собственную студию для портретной живописи в Шеффилде, что позволило ему скопить деньги и перебраться в Лондон.
Чантри получил работу ассистента резчика по дереву, но в то же время посвятил себя портретной живописи, бюстам и моделированию в глине. Он пропутешествовал в Дублин, где сильно заболел и потерял все волосы. Затем он вернулся в Лондон и выставлял свои картины на выставках Королевской академии в течение нескольких лет начиная с 1804 года, но с 1807 года посвятил себя преимущественно скульптуре. Скульптор Джозеф Ноккленс (Joseph Nollekens) отмечал качество его работ. В 1807 году Чантри женился на своей кузине, мисс Энн Вейл (Ann Wale), у которой было своё некоторое имущество. Первой творческой скульптурой среди работ Чантри была голова Сатаны, которая выставлялась в Королевской Академии в 1808 году. После этого он выполнил для Гринвичского госпиталя четыре огромных бюста адмиралов Адама Дункана, Ричарда Хау, Джона Джервиса и Горацио Нельсона, и слухи так быстро сделали ему репутацию, что следующий бюст, который он выполнил — Джона Хорна Тука, — принёс ему 2000 фунтов стерлингов.
С этого времени Чантри практически непрерывно занимался оплачиваемой работой. В 1819 году он побывал в Италии, и познакомился там с самыми выдающимися скульпторами Флоренции и Рима. Он был избран в ассоциацию (в 1815 году), а потом и в члены (в 1818 году) Королевской академии, получил степень магистра в Кембридже, степень доктора (Doctor of Civil Law) в Оксфорде, и в 1835 году был посвящён в рыцари. Он умер после болезни продолжительностью два часа, в течение нескольких лет до этого страдая от болезни сердца, и был похоронен в могиле, спроектированной им же в церкви своего родного села в Дербишире (ныне в Шеффилде).

## Работы

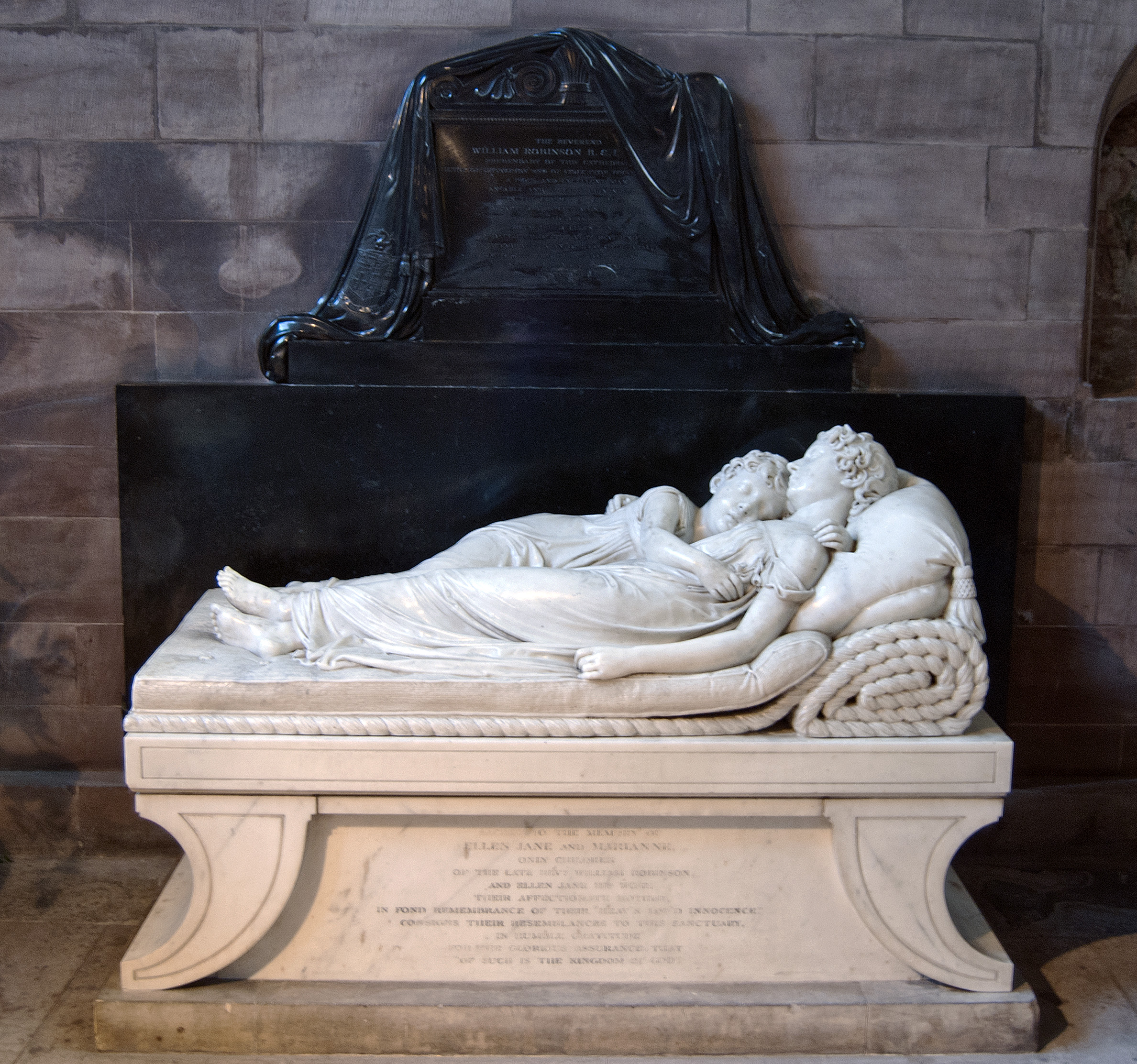
Спящие дети (1817 год), портрет двух молодых сестёр, Эллен-Джейн и Марианны (Ellen-Jane, Marianne), умерших при трагических обстоятельствах в 1812 году

Чантри создал множество работ. Основными из них являются статуя Джорджа Вашингтона в Бостоне (Массачусетс), Георга III в лондонском Гайдхолле, Уильяма Питта-младшего на Гановер Сквер в Лондоне, Джеймса Уатта в Вестминстерском аббатстве, Уильяма Роскоу и Джона Дальтона в Манчестерской ратуше, и так далее; однако, лучшей считается мраморная скульптура «Спящие дети», расположенная в Личфилдском соборе. Это не единственный церковный памятник скульптора; в 1826 году, например, он оформлял мемориал в Каване для графа Фарнхама. В Музее и художественной галерее Дерби хранится необычный бюст Уильяма Стратта, а в церкви Снейта расположен примечательный памятник Джону Доуноу (John Dawnay).

## Завещание
31 декабря 1840 года Чантри, у которого не было детей, завещал всё своё движимое имущество, которое останется после его кончины или после второго брака его вдовы, в доверительное управление президента и попечителей Королевской академии художеств (или, в случае роспуска Академии, в управление обществу, которое займёт её место); доход должен был быть направлен на поощрение развития изобразительных искусств Великобритании и на покупку произведений искусств столь высокого качества, которое только может быть найдено. Фонды могут накапливаться не более пяти лет, и могут быть приобретены работы британских или иностранных художников, живых или мёртвых, если работы были выполнены в Великобритании или у её берегов. Цены должны быть «либеральными», и приобретение работ должно осуществляться исключительно на основании личных заслуг художника, и ни в коем случае не по причине хорошего отношения к художнику или его семье. Все работы должны быть завершены до покупки.
Леди Чантри умерла в 1875 году, и спустя два года фонд начал работу. Изначально для размещения работ была выбрана галерея Музея Виктории и Альберта, а затем коллекция была передана в Национальную галерею. В 1888—1889 годах прошли суды, на которых предлагалось оплачивать работы скульпторов, сделавших слепки в гипсе или воске, чтобы дать им средства для завершения работ в бронзе или мраморе, но суд постановил, что это было бы нарушением завещания.
До 1905 года включительно были куплены 203 работы — все, кроме двух, у живых художников — по цене около £ 68,000. Из них 175 были в масляной живописью, 12 — акварелями, и 16 — скульптурами (10 в бронзе и 6 в мраморе).
Фонд продолжает быть активен и по сей день.